# Happy Mondays
Gli Happy Mondays sono un gruppo musicale britannico, formato a Manchester nel 1980, il maggiore esponente della scena alternative dance e uno dei primi gruppi che fusero la musica dance con il rock, nonché portavoce della corrente Madchester insieme agli Stone Roses.
La formazione originale è costituita dai fratelli Shaun (voce) e Phil Ryder (basso), Mark Day (chitarra), Paul Davis (tastiera) e Gary Whelan (batteria). Al quintetto si aggiunse poi Mark "Bez" Berry come percussionista durante i concerti. Nel 1990 entrò nella band Rowetta nelle vesti di cantante.
Emerso dalla scena rave mancuniana, il complesso mescolò house e rock psichedelico, forgiando il suono poi definito Madchester.

## Storia
Sono stati scoperti e lanciati da Tony Wilson e dalla sua Factory Records. Wilson li notò nel 1985 in un concorso per band organizzato nel suo locale la Haçienda, e nonostante il gruppo si fosse classificato ultimo decise di produrre il loro primo EP.
La formazione originale della band era composta da Shaun Ryder (cantante), suo fratello Paul Ryder (bassista), Mark Day (chitarrista), Paul Davis (tastierista), Gary Wherlan (batterista) e Mark "Bez" Berry. La band ha rivisto quattro reincarnazioni, tutte con Shaun Ryder, Wherlan e Bez, accompagnati di volta in volta da nuovi musicisti. Nel 2012 gli Happy Mondays sono ritornati alla loro prima formazione, con l'aggiunta della corista Rowetta Satchell, già nella band tra il 1999 e il 2001.
Nel film del 2002 24 Hour Party People, dedicato alla figura di Tony Wilson ed alla scena musicale di Manchester, il regista Michael Winterbottom dedica ampio spazio alle loro vicende musicali e alle leggende legate alla storia della band.

## Stile musicale
Unici veri esponenti della scena detta Madchester insieme agli Stone Roses, gli Happy Mondays hanno proposto un dance rock che fonde musica indipendente a ritmi ballabili e a sincopi dell'hip-hop, questo facendo leva sul cantato rude di Shaun e sulla chitarra wah-wah del chitarrista Mark Day. Si ispirano anche a vari stili di musica degli anni sessanta quali la psichedelia e il guitar pop, il funk degli anni settanta, la musica house, nonché ad artisti quali i Joy Division. A partire da Bummed (1988) e soprattutto Pills 'n' Thrills and Bellayaches (1990), definirono la loro componente Madchester citando anche la musica africana e quella di Donovan. Sono inoltre citati fra gli esponenti della dance e del rock alternativi.

## Formazione

### Formazione attuale
- Shaun Ryder - voce (1980-1993, 1999-2001, 2004-2010, 2012-presente)
- Gary Whelan - batteria (1980-1993, 1999-2001, 2004-2010, 2012-presente)
- Mark "Bez" Berry - maracas (1980-1993, 1999-2001, 2004-2010, 2012-presente)
- Paul Ryder - basso (1980-1993, 1999-2001, 2012-2022)
- Mark Day - chitarra (1980-1993, 2012-presente)
- Paul Davis - tastiera (1980-1993, 2012-presente)
- Rowetta Satchell - cori (1999-2001, 2012-presente)

### Ex componenti
- Paul "Wags" Wagstaff - chitarra (1999-2001)
- Kavin Sandhu - chitarra (2004-2010)
- Mikey Shine - basso (2004-2010)
- Julie Gordon - cori (2004-2010)
- Dave Parkinson - tastiera (2004-2005)
- Jonn Dunn - chitarra (2004-2010)
- Dan Broad - tastiera (2006-2010)

## Discografia

### Album in studio
- 1987 - Squirrel and G-Man Twenty Four Hour Party People Plastic Face Carnt Smile (White Out)
- 1988 - Bummed
- 1990 - Pills 'n' Thrills and Bellyaches
- 1992 - Yes Please!
- 2007 - Uncle Dysfunktional

### Album dal vivo
- 1991 - Live
- 2005 - Step On - Live in Barcelona
- 2012 - Hallelujah It's The Happy Mondays

### Raccolte
- 1993 - Double Easy - The US Singles
- 1995 - Loads
- 1999 - Greatest Hits
- 2005 - The Platinum Collection
- 2012 - Double Double Good: The Best of Happy Mondays

### EP
- 1985 - Forty Five
- 1989 - Madchester Rave On
- 1989 - Hallelujah
- 1990 - The Peel Sessions 1989
- 1991 - The Peel Sessions 1991